# Holkar
Holkar var en ätt som styrde furstestaten Indore i Brittiska Indien. Eftersom Indore låg på ömse sidor av floden Narbada kom Holkars stamfader, maharajan Malhar Rao, från byn Hol på Deccan, vilket gav ätten dess namn. Maharajans palats låg i staden Indore.